# Chiesa di Santa Maria Assunta (Erbusco)
La chiesa di Santa Maria Assunta è la parrocchiale di Erbusco, in provincia e diocesi di Brescia; fa parte della zona pastorale della Franciacorta.
L'organo venne costruito da Egidio Sgritta nel 1868 anche se si hanno utilizzato pezzi del vecchio strumento precedente situato in pieve, caratteristico del 700. Oggi risulta in condizioni precarie ma costudisce un fascino.

## Storia
Si sa che nel 1689 tale Giuseppe Rizzini acquistò il terreno sul quale edificare la nuova chiesa. Nello stesso anno fu incaricato l'architetto Gian Antonio Girelli di progettare il nuovo edificio. Nel 1694 iniziarono i lavori di costruzione della chiesa, che, però, furono ben presto interrotti a causa dello scoppio della guerra di secessione spagnola; ripresero nel 1705 e terminarono nel 1719. Nel decennio successivo vennero eseguiti da G.A. Cappello gli affreschi delle navate laterali. La parrocchiale fu consacrata dal vescovo di Brescia Girolamo Verzeri il 13 dicembre 1856. L'organo, che era stato realizzato usando parti di quello anticamente posto nella vecchia parrocchiale, venne rifatto nel 1869. Infine, tra il 2012 ed il 2013 l'edificio fu completamente restaurato.